# Prefectura de Shimane
La prefectura de Shimane (島根県, しまねけん Shimane-ken?) está ubicada en la región de Chūgoku, sobre la isla de Honshū, en Japón. La capital es Matsue.

## Historia
La historia de Shimane comienza con la mitología japonesa. Se creía que el dios sintoísta Ōkuninushi vivía en Izumo, una antigua provincia de Shimane. El santuario de Izumo, que se encuentra en la ciudad de Izumo, honra al dios. En ese momento, la actual prefectura de Shimane estaba dividida en tres partes: Iwami, Izumo y Oki.

## Geografía

### Ciudades
- Gōtsu
- Hamada
- Izumo
- Masuda
- Matsue (capital)
- Ōda
- Unnan
- Yasugi

### Pueblos y villas
Estos son los pueblos y villas de cada distrito:
- Distrito de Iishi
  - Iinan
- Distrito de Kanoashi
  - Tsuwano
  - Yoshika
- Distrito de Nita
  - Okuizumo
- Distrito de Ōchi
  - Kawamoto
  - Misato
  - Ōnan
- Distrito de Oki
  - Ama
  - Chibu
  - Nishinoshima
  - Okinoshima

## Economía
La agricultura, la silvicultura y la pesca costera constituyen una gran parte de la economía de la prefectura. Las especialidades agrícolas regionales incluyen carne de res, cebollas y fresas de Saga. La prefectura es el mayor productor de mochigome (Arroz glutinoso) y mandarinas de invernadero en Japón.
Según cifras de 2002, las exportaciones comerciales regionales se centran principalmente en América del Norte (29,3 por ciento), Europa occidental (26,1 por ciento) y las economías de reciente industrialización de Corea del Sur, Taiwán, Hong Kong y Singapur (19,9 por ciento). Las importaciones proceden principalmente de América del Norte (40,6 por ciento), las naciones de la ASEAN (23,3 por ciento) y la República Popular China (12,2 por ciento).